# Rzut środkowy
Rzut środkowy na płaszczyznę – odwzorowanie przestrzeni euklidesowej lub przestrzeni rzutowej trójwymiarowej na daną płaszczyznę przypisujące każdemu punktowi przestrzeni, różnemu od środka,  punkt przecięcia się prostej przechodzącej przez ten punkt i przez środek rzutu z tą płaszczyzną.
Z punktu widzenia geometrii rzutowej rzut równoległy jest szczególnym przypadkiem rzutu środkowego (w tym przypadku środek rzutu leży w nieskończoności).
Istnieją również inne rodzaje rzutu środkowego, w których odwzorowanie odbywa się nie na płaszczyznę lecz sferę, powierzchnię walca, stożka lub inną.